# Washington Redskins 2016
La stagione 2016 dei Washington Redskins è stata la 85ª della franchigia nella National Football League e la terza con Jay Gruden come capo-allenatore. La squadra non riuscì a bissare il titolo di division della stagione precedente, terminando al terzo posto in una competitiva NFC East division con un record di 8 vittorie, 7 sconfitte e un pareggio, non qualificandosi per i playoff. Fu la prima volta dalle stagioni 1996 e 1997 che il club terminò due annate consecutive con più vittorie che sconfitte.

## Scelte nel Draft 2016
| Scelte dei Redskins nel Draft 2016 |        |                                  |                                  |                                  |
| Giro                               | Scelta | Giocatore                        | Ruolo                            | College                          |
| 1                                  | 22     | Josh Doctson                     | WR                               | TCU                              |
| 2                                  | 53     | Su'a Cravens                     | OLB                              | USC                              |
| 3                                  | 84     | Kendall Fuller                   | CB                               | Virginia Tech                    |
| 4                                  | 120    | Scambiata coi New Orleans Saints | Scambiata coi New Orleans Saints | Scambiata coi New Orleans Saints |
| 5                                  | 152    | Matt Ioannidis                   | DL                               | Temple                           |
| 6                                  | 187    | Nate Sudfield                    | QB                               | Indiana                          |
| 7                                  | 232    | Steven Daniels                   | LB                               | Boston College                   |
| 7                                  | 242    | Keith Marshall                   | RB                               | Georgia                          |

## Staff
| Staff dei Washington Redskins nel 2016 |
| --- |
| Organi dirigenziali - Proprietario: Daniel Snyder - General manager: Scot McCloughan - Direttore dello sviluppo del personale: Phillip Daniels - Direttore amministrativo: Paul Kelly Capo allenatore - Capo allenatore: Jay Gruden Altri allenatori - Preparatore atletico – Mike Clark - Assistente – Chad Englehart] - Head athletic trainer – Larry Hess Allenatori dell'attacco - Coordinatore offensivo – Sean McVay - Quarterbacks – Matt Cavanaugh - Running back – Randy Jordan - Wide receiver – Ike Hilliard - Tight end – Wes Phillips - Offensive line – Bill Callahan - Assistente offensive line – Kevin Carberry - Controllo qualità – Shane Waldron Allenatori della difesa - Coordinatore difensivo – Joe Barry - Defensive line – Robb Akey - Outside linebacker − Greg Manusky - Inside linebacker – Kirk Olivadotti - Defensive back – Perry Fewell - Controllo qualità – Aubrey Pleasant e Chad Grimm Allenatori dello special team - Coordinatore Special team – Ben Kotwica - Assistente – Bret Munsey |

## Roster
| Roster dei Washington Redskins nel 2016 |
| --- |
| Quarterback - 12 Kirk Cousins - 16 Colt McCoy - 2 Nate Sudfeld Running Back - 34 Mack Brown - 31 Matt Jones - 32 Rob Kelley - 25 Chris Thompson Wide Receiver - 80 Jamison Crowder PR - 88 Pierre Garçon - 14 Ryan Grant - 13 Maurice Harris - 11 DeSean Jackson - 19 Rashad Ross Tight End - 89 Derek Carrier - 85 Vernon Davis - 86 Jordan Reed Offensive Linemen - 68 Blaine Clausell T - 74 Arie Kouandjio G - 77 Shawn Lauvao G - 61 Spencer Long G - 76 Morgan Moses T - 79 Ty Nsekhe T - 75 Brandon Scherff G - 56 John Sullivan C - 60 Vinston Painter T Defensive Linemen - 92 Chris Baker DE - 67 Jordan Hill DE - 90 Ziggy Hood DE - 98 Matt Ioannidis DE - 99 Ricky Jean-Francois DE - 73 Cullen Jenkins DE - 72 Anthony Lanier DE Linebacker - 96 Houston Bates OLB - 51 Will Compton ILB - 36 Su'a Cravens ILB/SS - 54 Mason Foster ILB - 52 Terence Garvin ILB - 91 Ryan Kerrigan OLB - 93 Trent Murphy OLB - 94 Preston Smith OLB - 50 Martrell Spaight ILB Defensive Back - 41 Will Blackmon FS - 26 Bashaud Breeland CB - 47 Quinton Dunbar CB - 22 Deshazor Everett FS - 38 Kendall Fuller CB - 29 Duke Ihenacho SS - 24 Josh Norman CB - 20 Greg Toler CB - 39 Donte Whitner SS Special Team - 3 Dustin Hopkins K - 57 Nick Sundberg LS - 5 Tress Way P Lista delle riserve - 72 Kevin Bowen T (IR) - 30 David Bruton SS (IR) - 53 Steven Daniels ILB (IR) - 17 Reginald Diggs WR (IR) - 18 Josh Doctson WR (IR) - 58 Junior Galette OLB (NF-Inj.) - 64 Kedric Golston NT (IR) - 23 DeAngelo Hall FS (IR) - 78 Kory Lichtensteiger C (IR) - 39 Keith Marshall RB (IR) - 84 Niles Paul TE (IR) - 32 Silas Redd RB (Sospeso) - 71 Trent Williams T (Sospeso) Squadra di allenamento - 59 Carlos Fields ILB - 97 A.J. Francis NT - 15 Matt Hazel WR - 40 Lee Hightower S - 95 Joey Mbu NT - 62 Ronald Patrick C - 83 Wes Saxton TE - 37 Tye Smith CB - 87 Kendal Thompson WR - 63 Isaiah Williams T 53 attivi, 13 inattivi, 10 nella squadra di allenamento |
| Legenda - I rookie sono in corsivo. - Il primo ruolo è il principale mentre gli eventuali successivi indicano i ruoli secondari. - (IR) sta per Injured Reserve ed indica la lista ristretta per un solo giocatore infortunato che può tornare ad allenarsi dopo la settimana 6 e a rientrare in prima squadra dopo che questa ha giocato 8 partite. - (NF-Inj.) / (NF-Ill.) stanno rispettivamente per Non-Football Injured e Non-Football Illness ed indicano le liste dove viene inserito un giocatore che ha un infortunio o una malattia non dipendente dal football americano. - (PUP) sta per Physically Unable to Perform ed indica la lista dove viene inserito un giocatore mentre è in attesa di recuperare la condizione fisica. Nella stagione regolare dopo la sesta partita giocata dalla propria squadra, il giocatore ha tempo tre settimane per riprendere ad allenarsi, più tre settimane aggiuntive dal suo rientro agli allenamenti per rientrare in prima squadra. |

## Calendario
| Turno | Data               | Avversario             | Risultato          | Record             | Stadio                        | NFL.com recap      |
| ----- | ------------------ | ---------------------- | ------------------ | ------------------ | ----------------------------- | ------------------ |
| 1     | 12/9               | Pittsburgh Steelers    | S 16–38            | 0–1                | FedEx Field                   | Recap              |
| 2     | 18/9               | Dallas Cowboys         | S 23–27            | 0–2                | FedEx Field                   | Recap              |
| 3     | 25/9               | at New York Giants     | V 29–27            | 1–2                | MetLife Stadium               | Recap              |
| 4     | 2/10               | Cleveland Browns       | V 31–20            | 2–2                | FedEx Field                   | Recap              |
| 5     | 9/10               | at Baltimore Ravens    | V 16–10            | 3–2                | M&T Bank Stadium              | Recap              |
| 6     | 16/10              | Philadelphia Eagles    | V 27–20            | 4–2                | FedEx Field                   | Recap              |
| 7     | 23/10              | at Detroit Lions       | S 17–20            | 4–3                | Ford Field                    | Recap              |
| 8     | 30/10              | at Cincinnati Bengals  | P 27–27 (DTS)      | 4–3–1              | Wembley Stadium (Londra)      | Recap              |
| 9     | Settimana di pausa | Settimana di pausa     | Settimana di pausa | Settimana di pausa | Settimana di pausa            | Settimana di pausa |
| 10    | 13/11              | Minnesota Vikings      | V 26–20            | 5–3–1              | FedEx Field                   | Recap              |
| 11    | 20/11              | Green Bay Packers      | V 42–24            | 6–3–1              | FedEx Field                   | Recap              |
| 12    | 24/11              | at Dallas Cowboys      | S 26–31            | 6–4–1              | AT&T Stadium                  | Recap              |
| 13    | 4/12               | at Arizona Cardinals   | S 23–31            | 6–5–1              | University of Phoenix Stadium | Recap              |
| 14    | 11/12              | at Philadelphia Eagles | V 27–22            | 7–5–1              | Lincoln Financial Field       | Recap              |
| 15    | 19/12              | Carolina Panthers      | S 15–26            | 7–6–1              | FedEx Field                   | Recap              |
| 16    | 24/12              | at Chicago Bears       | V 41–21            | 8–6–1              | Soldier Field                 | Recap              |
| 17    | 1/1                | New York Giants        | S 10–19            | 8–7–1              | FedEx Field                   | Recap              |

Note: Gli avversari della propria division sono in grassetto.